# Дійсний член
Дійсний член (англ. full member, fellow) — в організаціях, де допускаються різні види членства — член організації, що має відносно вищий статус. Залежно від статуту організації дійсний член може бути фізичною або юридичною особою.
Наприклад, в Міжнародному газовому союзі, де розрізняються дійсні (англ. full members і асоційовані члени (англ. associated members) компанія Газпром є дійсним членом даної організації. Як альтернативний спосіб передачі англійського словосполучення «full member» може використовуватися «повноправний член» або (не зовсім вдало, іноді з іронічним підтекстом) «повний член».
У вузькому сенсі, під дійсним членом може розумітися дійсний член академії наук (академік). У Російській академії наук дійсні члени мають вищий статус у порівнянні з членами-кореспондентами.
В англомовній традиції, тобто в британських і деяких американських наукових товариствах, поняттю дійсного члена відповідає слово англ. Fellow, дос. «товариш, член товариства», яке у транслітеруваному вигляді увійшло в ряд словників і енциклопедій як фелло або, рідше, феллоу. У ряді наукових товариств це звання має на увазі видатні досягнення вченого в порівнянні з рядовим членом (англ. Member або позначає відміну дійсного члена Наукового Товариства від іноземного члена (англ. Foreign Member як, наприклад, в Лондонському королівському товаристві).